# Flamencos
Flamencos är en ort i Mexiko.   Den ligger i kommunen Martínez de la Torre och delstaten Veracruz, i den sydöstra delen av landet, 230 km öster om huvudstaden Mexico City. Flamencos ligger 56 meter över havet och antalet invånare är 457.
Terrängen runt Flamencos är huvudsakligen platt, men åt sydost är den kuperad. Runt Flamencos är det ganska tätbefolkat, med 222 invånare per kvadratkilometer. Närmaste större samhälle är Martínez de la Torre, 7,7 km sydväst om Flamencos. Omgivningarna runt Flamencos är en mosaik av jordbruksmark och naturlig växtlighet.